# 泰特里库斯一世
泰特里库斯一世（Tetricus I），全名盖乌斯·皮阿斯·厄苏维乌斯·泰特里库斯（Caius Pius Esuvius Tetricus），最后一位高卢帝国皇帝，271年至273年在位，和他的儿子泰特里库斯二世一起统治。
泰特里库斯一世出身贵族，做过阿基坦高卢行省（Gallic Aquitania）的总督。高卢帝国皇帝维克托利努斯被杀后，泰特里库斯一世在维克托利努斯的母亲以及高卢和不列颠的军队的支持下在布尔迪加利亚（Burdigalia；今法国波尔多）附近称帝。随后，泰特里库斯击退了趁乱入侵的日耳曼人。
泰特里库斯一世定都奥古斯塔·特里沃鲁姆（Augusta Treverorum；今德国特里尔），泰特里库斯一世并不想扩大帝国在南部的疆域，夺回被克劳狄二世收复的阿基坦高卢。
273年，罗马皇帝奥勒良在平定东部的巴尔米拉的叛乱后，向西进攻高卢帝国。泰特里库斯一世战败，和泰特里库斯二世一起投降，高卢帝国全境重新并入罗马帝国。泰特里库斯一世随后在奥勒良的凯旋儀式被当作战利品展示。
| 前任： 维克托利努斯 | 高卢帝国皇帝 | 继任： 无 |